# 駒井重次

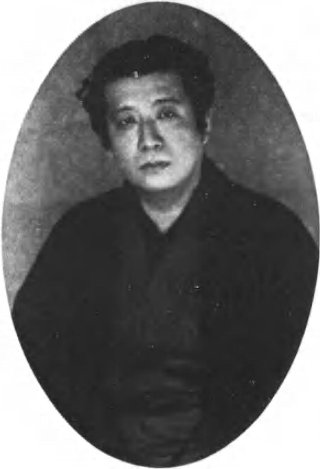
駒井重次

駒井 重次（こまい じゅうじ / しげつぐ、1895年（明治28年）2月23日 - 1973年（昭和48年）11月12日）は、日本の大蔵官僚、税理士、公認会計士、政治家。立憲民政党衆議院議員（4期）。

## 経歴
東京市に駒井重格の三男として生まれる。東京高等師範学校附属中学校（現筑波大学附属中学校・高等学校）から第四高等学校を経て、1920年東京帝国大学経済学部商科卒。大蔵省に入り、前橋、亀戸、神田橋各税務署長、銀行検査官などを務め、1932年に退官。同年の第18回衆議院議員総選挙で初当選し、以来4回当選した。戦後、公職追放となり、追放解除後の1952年と1953年の総選挙で改進党公認で東京1区から立候補したが、いずれも落選した。その後日本大学講師、愛知大学教授、東京税理士会、日本税理士連合会の各会長を務めた。
妻・壽賀は水町袈裟六の長女。内閣総理大臣濱口雄幸は親類にあたる（義妹が濱口雄幸の息子・巌根の妻である）。

## その他
- 母校の第四高等学校寮歌「北の都に」を作詞した。
- 第四高等学校時代は柔道部で主力として活躍した（段位は三段）。
- 初めて総選挙に立候補した際、自身の演説会に民政党から井上準之助が応援演説に駆けつけたが、血盟団員の小沼正に暗殺される事件があり（血盟団事件）、駒井は危険を顧みず小沼に掴み掛かり大外刈りで投げ倒した[7]。